# Фаленопсис Уилсона
Фаленопсис Уилсона (лат. Phalaenopsis  wilsonii) — трявянистое растение семейства Орхидные. Моноподиальное растение с сильно укороченным стеблем. 

Вид не имеет устоявшегося русского названия, в русскоязычных источниках обычно используется научное название Phalaenopsis wilsonii. 

Английское название — Wilson’s Phalaenopsis.

## Синонимы
По данным Королевских ботанических садов в Кью:
- Polychilos wilsonii (Rolfe) Shim, 1982
- Kingidium wilsonii (Rolfe) O.Gruss & Roellke, 1996
- Doritis wilsonii (Rolfe) T.Yukawa & K.Kita, 2005
- Phalaenopsis hainanensis Tang & F.T.Wang, 1974
- Phalaenopsis minor F.Y.Liu, 1988
- Phalaenopsis chuxiongensis F.Y.Liu, 1996
- Doritis hainanensis (Tang & F.T.Wang) T.Yukawa & K.Kita, 2005
- Phalaenopsis wilsonii f. azurea Z.J.Liu & Z.Z.Ru, 2006

## История описания
Впервые найден в начале XX в. в провинции Сычуань английским сборщиком орхидей Уилсоном, в честь которого и бал назван. В начале этот вид относился к роду Kingidium. В 2001 г. ботаник Эрик Кристенсон в результате пересмотра систематики нескольких близкородственных родов семейства Орхидных объединил род Kingidium с родом Phalaenopsis и Kingidium wilsonii начал называться Phalaenopsis wilsonii.

## Биологическое описание
Миниатюрное моноподиальное растение с немногочисленными иногда опадающими листьями. Эпифит, реже литофит.
Стебель короткий, скрыт основаниями 3—5 листьев.
Корни гладкие, толстые, хорошо развитые, уплощенные, за счёт большой площади активно участвуют в фотосинтезе.
Листья продолговато-овальные, длиной до 7,5 см, шириной до 2,5 см. В природе листья в сухой сезон опадают.
Цветонос до 20 см длиной, тонкий, простой, наклонный, несёт 2-10 цветков открывающихся почти одновременно. Цветение как правило происходит до появления новых листьев в конце сухого сезона.
Цветки около 4 см в диаметре, тонкой текстуры, ароматные. Окраска лепестков изменчива. Различные оттенки розового, бледнеющие от основания к краям.
 Губа сиреневая, колонка белая. Цветёт весной.

## Ареал, экологические особенности
Провинции Юньнань, Сычуань (Китай). Восточный Тибет.
Растёт на деревья или скалах в районах с очень высокой относительной влажностью воздуха в горных лесах на высотах от 800 до 2150 метров над уровнем моря.
Климатические особенности провинции Юньнань (1600 м над уровнем моря): 

Дневные температуры с ноября по февраль 17-20°С, ночные 3-6°С. 

Дневные температуры с марта по октябрь 23-26°С, ночные 10-19°С. 

Относительная влажность воздуха весь год около 80 %. 

С декабря по май сухой сезон, среднемесячное количество осадков не превышает 60 мм. Летом и в начале осени — 150—300 мм.

## В культуре
В коллекциях довольно редок. Цветки не увядают 15-25 дней. 
 Температурная группа: умеренная. Для нормального цветения обязателен перепад температур день/ночь в 5-8°С. При содержании растений в жарких условиях наблюдается остановка роста.
Требования к свету: 800—1200 FC, 8608—12919 lx.
Зимой полив и температуру воздуха слегка уменьшают. В культуре, если не устраивать зимовку имитирующую природные условия, листьев не сбрасывает.
Наиболее предпочтительна посадка на блок.
Общая информация о агротехнике в статье Фаленопсис.
Используется в гибридизации.

## Первичныегибриды(грексы)
- Beatrice Dream — viridis х wilsonii (Luc Vincent) 2007
- Bimantoro — wilsonii х fimbriata (Atmo Kolopaking) 1979
- Chow Gui Liang — philippinensis х wilsonii (Austin Chow) 2001
- Christine Dream — stuartiana х wilsonii (Luc Vincent) 1996
- Equiwilson — equestris х wilsonii (Masao Kobayashi) 1996
- Franziska Dream — schilleriana х wilsonii (Luc Vincent) 2001
- Isabelle Dream — manii х wilsonii (Luc Vincent) 1999
- Kathy Dream — wilsonii х javanica (Luc Vincent) 1997
- Little Tenderness — wilsonii х gibbosa (Luc Vincent) 2003
- Maria-Theresia Berod — amabilis х wilsonii (Luc Vincent) 1994
- Tetrawilson — tetraspis х wilsonii (Masao Kobayashi) 1996